# Pariang (Distrikt)
Pariang ist einer von neun Distrikten (Countys) im Bundesstaat Unity, Südsudan. Er wird im Norden durch die internationale Staatsgrenze zum Sudan, im Nordosten durch die Grenze zum Nachbarbundesstaat Upper Nile und im Osten durch die Grenze zum Bundesstaat Jonglei begrenzt. Im Süden stößt der Distrikt Pariang an den Distrikt Guit und im Westen an den Distrikt Abiemhnom; beide liegen ebenfalls im Bundesstaat Unity. Der Distrikt Pariang ist in insgesamt neun Landkreise (Payams) aufgeteilt: Pariang, Panyang, Yida, Gumriak, Jamjang, Biu, Wunkur, Nyeel und Aliiny.
Die Hauptstadt, die zugleich Namensgeber des Distrikts ist, ist Pariang.
Weitere bedeutende Ortschaften im Distrikt Pariang sind Yida und Jamjang. Beide Orte beherbergen seit dem Ausbruch des Bürgerkrieges in der zum Sudan gehörenden Provinz Süd-Kordofan im Jahre 2011 zusammen etwa 80.000 sudanesische Flüchtlinge.
Der Distrikt Pariang wird im Übrigen fast ausschließlich von Angehörigen der Volksgruppe der Dinka bewohnt. Trotz teils sehr fruchtbarer Böden beschränkt sich die Landnutzung fast ausschließlich auf die Haltung von Vieh (Ziegen, Rinder), das von der überwiegend nomadisch geprägten Bevölkerung saisonal an Wasserstellen und auf Weideflächen geführt werden.
Nach Ausbruch bewaffneter Auseinandersetzungen zwischen Regierungstruppen des südsudanesischen Präsidenten Salva Kiir und der von dem ehemaligen Vizepräsidenten Riek Machar geführten Opposition im Südsudan im Dezember 2013 fanden insbesondere an der Grenze zum Nachbarstaat Guit auch in Pariang bewaffnete Auseinandersetzungen zwischen Regierungs- und überwiegend der Volksgruppe der Nuer angehörenden Oppositionskräften statt. Infolgedessen kam es zu massiven Vertreibungen der Bevölkerung innerhalb des Distrikts (Binnenvertriebene).
Die Gesamtbevölkerung des Distrikts (unter Ausschluss der sudanesischen Flüchtlinge) wird auf derzeit etwa 70.000 geschätzt. Beim letzten Zensus im Jahr 2008 wurden 82.443 Einwohner gezählt, die auf den 9.015,8 Quadratkilometern des Distrikts leben.